# Carlito
Carlito, pseudonimo di Carlos Edwin Colón Coates Jr. (San Juan, 21 febbraio 1979), è un wrestler portoricano sotto contratto con la WWE.

## Biografia
Figlio di Carlos Colón, in WWE ha vinto una volta lo United States Championship, una volta l'Intercontinental Championship, una volta il WWE Tag Team Championship e una volta il World Tag Team Championship (entrambi con il fratello Primo).

## Carriera

### World Wrestling Council (2000–2003)
Nel gennaio del 2000 entra a far parte del World Wrestling Council a Porto Rico, dove vince una volta il WWC Universal Heavyweight Championship.

### World Wrestling Entertainment (2003–2010)

#### Ohio Valley Wrestling (2003–2004)
Nel giugno del 2003 debutta nella Ohio Valley Wrestling, territorio di sviluppo della World Wrestling Entertainment.

#### United States Champion (2004–2005)

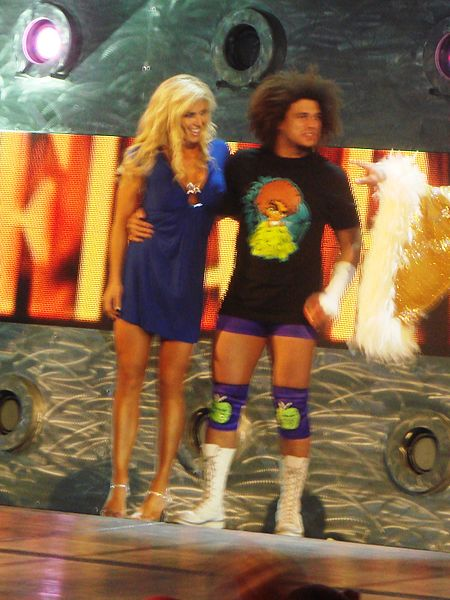
Carlito insieme a Torrie Wilson

Colón debutta nella World Wrestling Entertainment durante la puntata di SmackDown! del 7 ottobre 2004 con il ring name Carlito e con la gimmick di un atleta proveniente dai Caraibi con l'abitudine di sputare in faccia dei pezzi di mela al suo avversario; quella stessa sera ha un alterco con John Cena, che sconfiggerà in maniera scorretta conquistando lo United States Championship. Carlito inizierà a farsi accompagnare da una guardia del corpo, Jésus, che ai suoi ordini aveva aggredito Cena in un pub, accolellandolo e mettendolo fuori gioco per diverse settimane (kayfabe). Il debutto in un pay-per-view della WWE è però più sfortunato. Carlito fa parte del Team Angle nel match contro il Team Guerrero di Survivor Series, ma Cena, facente parte del team Guerrero e ristabilitosi dall'aggressione, appena entra nel ring rincorre Carlito, il quale scappa assieme alla sua guardia del corpo Jesús quando Cena tenta di attaccarlo. Carlito intanto si infortuna alla spalla, e anche se si rifiuta di lottare, il General Manager del roster di SmackDown! Theodore Long lo inserisce in un match contro John Cena valido per lo United States Championship il 18 novembre in un'edizione di SmackDown!. Il match finisce naturalmente con la sconfitta di Carlito che è costretto a cedere la sua cintura al wrestler di Boston dopo 42 giorni di regno.
Carlito, anche se infortunato, continua ad essere presente durante le edizioni di SmackDown!, creando una petizione per far licenziare Theodore Long, petizione che però non ha successo. Verso la fine del 2004, precisamente il 12 dicembre, Carlito accompagna Jésus nel suo Street Fight contro John Cena valevole per lo United States Championship ad Armageddon ma è Cena a trionfare su Jésus, mettendo fuori gioco anche l'infortunato Carlito. Il ritorno di Carlito nel ring avviene il 31 marzo 2005 in un'edizione di SmackDown! affrontando per la terza volta nella sua carriera John Cena. Si presenta poi a WrestleMania 21, dove interrompe un'edizione speciale del Piper's Pit, un talk show condotto da Roddy Piper, (inserito nella WWE Hall of Fame la sera prima) per attaccarlo, ma l'ospite, Steve Austin, non glielo permette.
Nell'edizione di SmackDown! successiva a WrestleMania, Carlito dice ai fans che ciò che è successo a WrestleMania non è stato "cool", e annuncia la nascita di un talk show chiamato "Carlito's Cabana". Nel primo Carlito's Cabana, durante lo SmackDown! del 14 aprile, Carlito intervista Rey Mysterio. L'intervista viene interrotta dagli MNM (Joey Mercury e Johnny Nitro), un nuovo tag team di SmackDown! che lanciano una sfida a Rey Mysterio, allora WWE Tag Team Champion con Eddie Guerrero. Carlito inizia quindi la ricerca di una nuova guardia del corpo dopo l'abbandono di Jesús. Big Show è il designato da Carlito ma il gigante rifiuta l'offerta. La guardia del corpo di Carlito diventa quindi Matt Morgan, e con l'aiuto di lui Carlito sconfigge Big Show al pay-per-view Judgment Day.

#### Intercontinental Champion (2005–2006)
La Draft Lottery del 2005 lo porta a Raw; debutta il 20 giugno, sconfiggendo Shelton Benjamin e conquistando l'Intercontinental Championship. La rivincita tra i due avviene a Vengeance dove Carlito sconfigge un'altra volta Benjamin. La settimana seguente al "Carlito's Cabana" ospita l'infortunato Rob Van Dam e dopo essere stato schernito da lui per la figuraccia accorsa da lui e altri atleti WWE a ECW One Night Stand lo infortuna maggiormente ritardando il suo rientro. Inoltre Carlito incontra a Raw una sua vecchia conoscenza, ovvero John Cena. Carlito affronta John Cena, ormai WWE Champion, in un 2-on-1 Handicap Match insieme a Chris Jericho, allora primo sfidante del wrestler di Boston. Il match va a favore di Cena, che viene poi sconfitto la settimana successiva da Carlito in un match non titolato con Jericho come arbitro speciale. Per la sua vittoria Carlito ottiene un altro match contro Cena, stavolta con in palio il WWE Championship, match che viene però perso dall'atleta dei Caraibi.
Il 22 agosto Carlito porta il suo "Carlito's Cabana" a Raw. Stavolta intervista il pluricampione del mondo Ric Flair. Carlito gli sputa una mela in faccia iniziando una faida con Flair. I due si affrontano al pay per view Unforgiven dove Carlito perde l'Intercontinental Championship contro Flair.
Carlito sfida un'altra leggenda del wrestling in un'altra edizione del "Carlito's Cabana", Mick Foley. Un'altra volta Carlito perde nella sfida in pay per view, quando Foley, impersonando Mankind, una delle 3 faces of Foley, lo fa cedere applicandogli la sua Mandible Claw durante Taboo Tuesday.
Carlito fa poi parte del Team Raw nel match contro il Team SmackDown! di Survivor Series, dove l'anno prima fece il debutto in pay per view. Il Team Raw viene però sconfitto dal Team SmackDown! e Carlito torna a casa con un'altra sconfitta nel suo palmarès. Viene quindi sconfitto da Big Show nella speciale edizione di Raw del Tribute to the Troops. Carlito si guadagna però un posto nell'Elimination Chamber di New Year's Revolution.
Nell'Elimination Chamber Carlito arriva secondo tradendo la sua alleanza con Chris Masters, cosa che avviene anche nel Royal Rumble Match, dove il ragazzo dei Caraibi arriva quinto eliminato dal rientrante Rob Van Dam. Due settimane dopo Carlito partecipa al torneo per l'assegnazione del titolo di primo sfidante al WWE Championship valido per WrestleMania 22 e viene eliminato al primo turno proprio da Rob Van Dam. Nelle settimane successive vengono disputati anche gli incontri per l'assegnazione dei tre posti valevoli per il Money in the Bank Ladder match a WrestleMania, il cui vincitore avrà una Title shot per il WWE Championship valevole per tutto l'anno; Carlito perde il suo incontro contro Ric Flair, e si dovrà accontentare di affrontare a WrestleMania, in coppia con Chris Masters, Big Show e Kane. Allo Showcase of Immortals a vincere sono Big Show e Kane, mentre si inaspriscono i dissidi tra Masters e Carlito. Nelle successive puntate di Raw, Carlito attacca apertamente Masters, effettuando contestualmente un turn face; i due si affrontano a Backlash, dove a spuntarla è il caraibico.

#### Opportunità titolate (2006–2008)
Liberatosi di Masters, Carlito punta di nuovo al titolo intercontinentale, detenuto da Shelton Benjamin con cui già aveva avuto una faida. Carlito batte appunto Benjamin in un match non titolato il 5 giugno 2006. Nella faida s'intromette però il nuovo arrivato dal roster di SmackDown! Johnny Nitro che riesce a sconfiggere Carlito. Nitro e Benjamin affrontano successivamente Carlito in un 2-on-1 Handicap Match dove trionfano. I tre si affronteranno a Vengeance in un Triple Threat Match valido per l'Intercontinental Championship di Benjamin. Il match finisce però a sorpresa a favore di Nitro, che schiena Benjamin dopo che quest'ultimo aveva subito la Back Breaker di Carlito, lanciato poi fuori dal ring da Nitro.
A settembre inizia un nuovo feud, stavolta con Randy Orton, rivalità vinta da quest'ultimo ad Unforgiven. Affianca inoltre anche John Cena e Trish Stratus contro Edge e Lita ma in quell'occasione i tre sono sconfitti dai due più Randy Orton.
Nel 2007 Carlito inizia un feud con Ric Flair, effettuando un Turn Heel. La faida culmina in un match a Judgment Day perso per sottomissione dall'atleta caraibico.
Dopo aver battuto The Sandman a The Great American Bash, nella puntata di Raw del 31 luglio Carlito riportò in scena il suo "Carlito's Cabana", con John Cena come primo ospite. I due si scontrarono in seguito nel corso del main event della puntata, vinto da Carlito grazie all'interferenza di Randy Orton.
Il 26 agosto a SummerSlam ha combattuto in un Triple Threat match contro Mr. Kennedy ed l'Intercontinental Champion Umaga in un match valido per il titolo detenuto dal samoano; Umaga vinse il match e conservò la cintura. A Unforgiven è stato sconfitto da Triple H.

#### Alleanza con Primo (2008–2010)

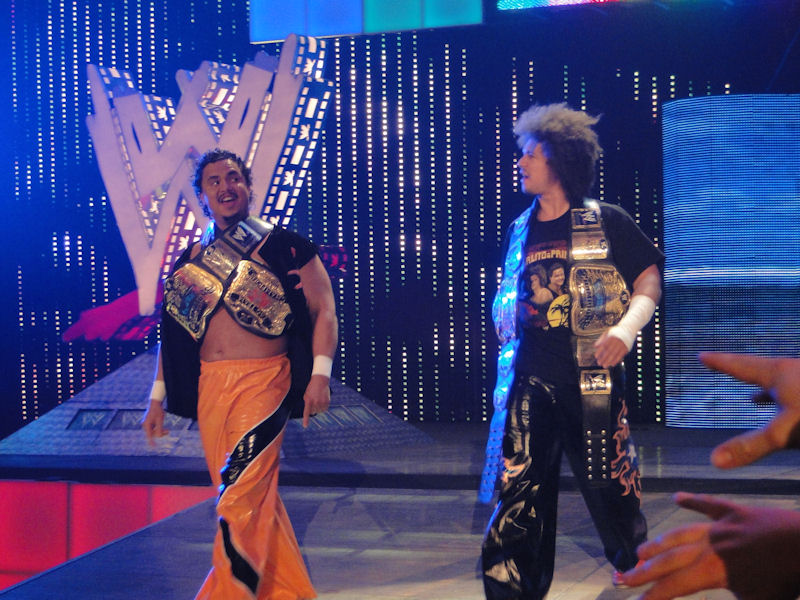
i Colóns come Unified WWE Tag Team Champions

Nella prima parte dell'anno Carlito si alleò con Santino Marella ed i due batterono più volte i campioni di coppia Cody Rhodes e Hardcore Holly e Paul London e Brian Kendrick ma nel match titolato non riuscirono a conquistare i titoli a causa di Roddy Piper che era in feud con Santino e interferì nel match.
Con il Draft 2008 è passato al roster di SmackDown. Il 19 settembre 2008 a SmackDown ha vinto il WWE Tag Team Championship con il fratello Primo, effettuando per la seconda volta un turn face. I due hanno poi mantenuto i titoli vincendo il rematch con gli ex campioni e contro The Brian Kendrick e Ezekiel Jackson.
A Wrestlemania XXV, assieme al fratello Primo Colón, come detentori del WWE Tag Team Championship, riescono a sconfiggere The Miz e a John Morrison, detentori del World Tag Team Championship, in un match di unificazione dei titoli di coppia, che diventano così gli Unified WWE Tag Team Championship.
Durante il Draft Lottery supplementare Carlito e Primo vengono selezionati da SmackDown a Raw, portando con sé lo Unified WWE Tag Team Championship. A The Bash Carlito e Primo perdono i loro titoli contro Edge e Chris Jericho; nella contesa erano coinvolti anche Ted DiBiase Jr. e Cody Rhodes.
Dopo l'ennesimo tentativo fallito nel riconquistare le cinture di coppia, Carlito tradisce Primo, attaccandolo con violenza dopo il match perso contro i campioni ed effettuando dunque un turn heel. Poche settimane dopo Carlito prende parte ad un incontro a sei uomini per lo United States Championship detenuto da Kofi Kingston a Night of Champions, il vincitore però fu Kingston schienando proprio Carlito. Alla Royal Rumble, partecipa al Royal Rumble match, ma viene eliminato. Nella puntata di Superstars dell'8 aprile, viene sconfitto da Montel Vontavious Porter. Alcune voci nel backstage dicono che presto, Carlito e Primo si riuniranno per formare il loro tag team. A Superstars, Carlito convince Primo a riformare il loro tag team, "trasformando" Primo in un heel. La settimana successiva i Colòns attaccano il mal capitato R-Truth per ordine di Ted DiBiase Jr.
Tuttavia la riunione dura poco. Il 21 maggio, il contratto di Colon viene interrotto a causa di una violazione del Wellness Program WWE e il rifiuto di partecipare a un centro di riabilitazione per una dipendenza da antidolorifici.

### Circuito indipendente (2010–2023)
L'11 luglio 2010 Carlito torna nella WWC. Nelle settimane successive ha una storyline con Booker T.
Il 27 novembre sconfigge Shelton Benjamin e diventa WWC Universal Heavyweight Champion.
Nel dicembre entra a far parte della Inoki Genome Federation, in Giappone. Qui ha sporadici feuds con diversi wrestler.
Nel marzo del 2011 entra a far parte dell'Asistencia Asesoría y Administración, fino a giugno.
Il 4 giugno torna nella World Wrestling Council, dove vince per la tredicesima volta il WWC Universal Heavyweight Champion. Il 17 luglio, ad Aniversario 2011, difende il titolo dall'assalto di Abyss. Il 24 gennaio 2015, a Hora de la Verdad , Carly Colón sconfitto Mighty Ursus e Ray González per vincere il titolo WWC.
Nel marzo del 2014 presenziò alla cerimonia della WWE Hall of Fame per l'introduzione del padre Carlos Colon Sr. insieme ai cugini Primo e Epico.
Il 31 gennaio 2021, alla Royal Rumble, prese parte a sorpresa all'omonimo incontro entrando col numero 8 ma venne eliminato da Elias.

### Ritorno in WWE (2023–presente)

#### Latino World Order (2023-2024)
Il 6 maggio 2023, a Backlash, intervenne, insieme a Savio Vega e al Latino World Order, nell'incontro tra Bad Bunny e Damian Priest attaccando il Judgment Day (Dominik Mysterio e Finn Bálor). Il 7 ottobre, a Fastlane, Carlito tornò a sorpresa nuovamente, entrando nel Latino World Order, facendo coppia con Rey Mysterio e Santos Escobar e sconfiggendo Bobby Lashley e gli Street Profits. Combatté il suo primo match a SmackDown il 27 ottobre facendo coppia con Santos Escobar perdendo contro gli Street Profits.
Nella puntata di SmackDown del 10 novembre, Carlito accusò Escobar di aver intenzionalmente fatto perdere il WWE United States Championship a Mysterio. Poco dopo Escobar fece un turn heel e aggredì Mysterio. A Survivor Series WarGames, Carlito doveva lottare con Escobar ma fu sostituito da Dragon Lee dove che il caraibico fu attaccato da Escobar.
Il 27 gennaio, a Royal Rumble, partecipò all'omonimo incontro entrando col numero 10 ma venne eliminato da Bobby Lashley. Nella puntata di SmackDown del 26 aprile, Escobar rivelò che Carlito era dietro l'attacco a Lee avvenuto a WrestleMania XL. Carlito tradì la stable, torno heel e lascio la LWO.

#### Judgment Day (2024-presente)
Durante la seconda notte del Draft 2024, Carlito è passato a Raw. Dopo il draft, Carlito ha provato ad entrare nel Judgment Day, ma trovò opposizione da Damian Priest. Nella puntata di Raw del 14 maggio, Carlito ha aiutato Finn Bálor e JD McDonagh (due membri del Judgment Day) a vincere un fatal four way match per essere i contendenti #1 per il World Tag Team Championship. Nella puntata di Raw del 5 agosto, Carlito è diventato un membro ufficiale del Judgment Day, dopo che Priest e Rhea Ripley sono stati entrambi espulsi dal gruppo dopo gli eventi di SummerSlam. Con le sue interferenze a bordo ring, ha aiutato Dominik Mysterio a vincere il WWE Intercontinental Champion a WrestleMania 41.

## Personaggio

### Mosse finali

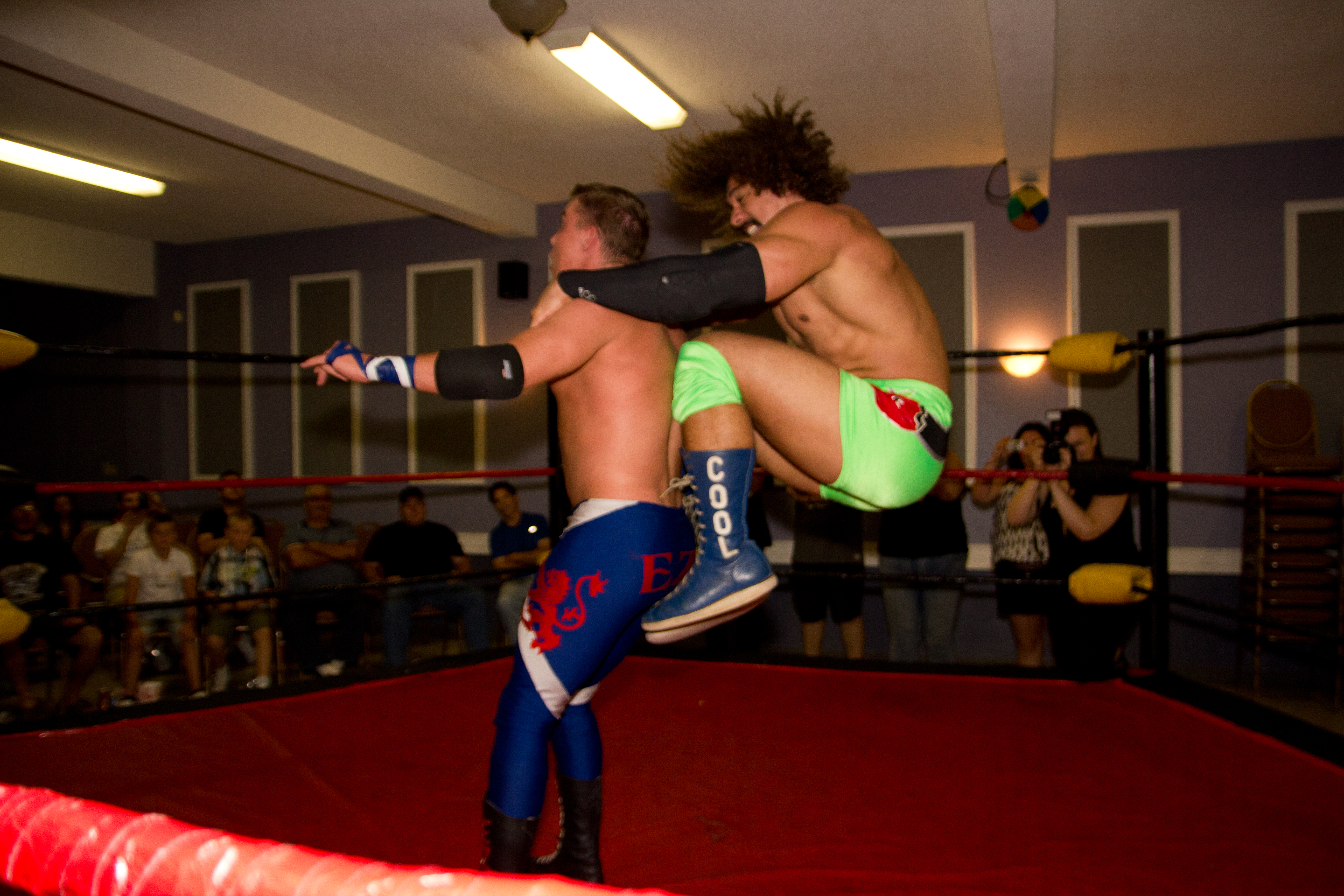
Carlito mentre esegue la Back Stabber su "EZE" Eric Cairnie

- Back Cracker[15] / Back Stabber (Double knee backbreaker)[15]
- Cool Shot (Lifting reverse STO) – 2007–2009
- Figure-four leglock[15] – OVW
- Inverted facelock in un DDT – 2005–2006
- Overdrive[15] – 2004

### Soprannomi
- "The Caribbean Bad Apple"
- "Caribbean Cool"

## Titoli e riconoscimenti
- Big Time Wrestling
  - BTW Heavyweight Championship (1)

- Family Wrestling Entertainment
  - FWE Heavyweight Championship (1)

- First Wrestling Society

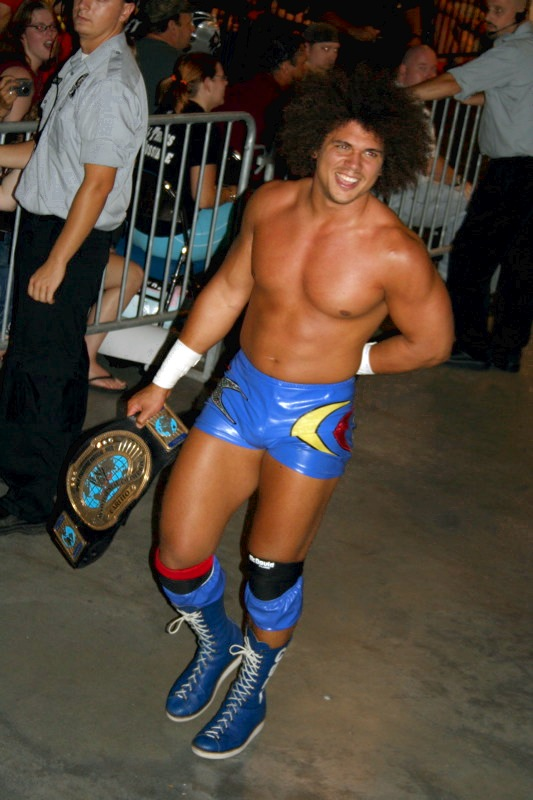
Carlito con l'Intercontinental Championship, titolo che ha detenuto una volta con 90 giorni di regno

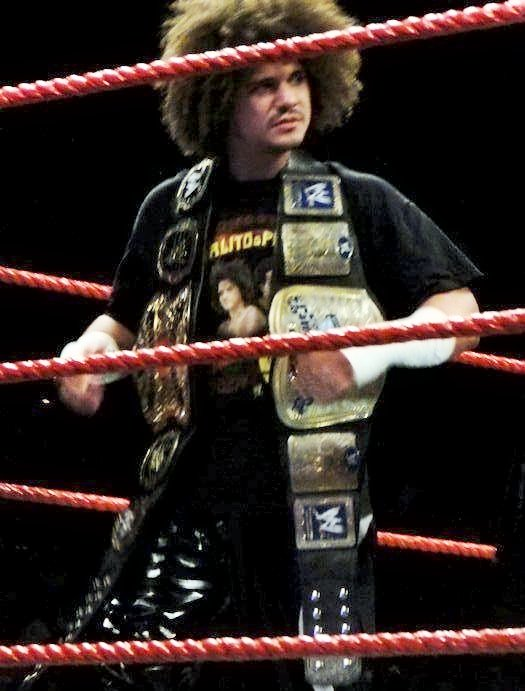
Carlito con il World Tag Team Championship (spalla destra) e il WWE Tag Team Championship (spalla sinistra), titoli detenuti una volta assieme a suo fratello Primo

  - 1WS World Heavyweight Championship (1)

- Funking Conservatory
  - FC Television Championship (1)

- Imperio Lucha Libre
  - Imperio World Championship (1)
  - Imperio World Championship Tournament (2017)

- International Wrestling Association Florida
  - IWA Florida Heavyweight Championship (1)

- Magnum Pro Wrestling
  - Magnum Heavyweight Championship (1)

- Millennium Wrestling Federation
  - MWF Undisputed Championship (1)

- Pro Wrestling Experience
  - PWE United States Championship (1)

- Pro Wrestling Illustrated
  - 27º tra i 500 migliori wrestler singoli nella PWI 500 (2006)

- Pure Wrestling Association
  - PWA Elite Championship (1)

- Qatar Pro Wrestling
  - QPW Tag Team Championship (1) – con Chris Masters

- United Pro Wrestling
  - UPW Championship (1)
  - UPW Championship Tournament (2017)

- World Wrestling Council
  - WWC Universal Heavyweight Championship (17)
  - WWC World Tag Team Championship (2) – con Eddie Colón (1) e Konnan (1)
  - WWC Caribbean Heavyweight Championship (1)
  - WWC Puerto Rico Heavyweight Championship (1)
  - WWC Television Championship (1)

- WWE
  - World Tag Team Championship (1) – con Primo
  - WWE Intercontinental Championship (1)
  - WWE Tag Team Championship (1) – con Primo
  - WWE United States Championship (1)

- Wrestling Alliance Revolution
  - WAR World Heavyweight Championship (1)